# Apoclada simplex
Apoclada simplex är en gräsart som beskrevs av Mcclure och Lyman Bradford Smith. Apoclada simplex ingår i släktet Apoclada och familjen gräs. Inga underarter finns listade i Catalogue of Life.